# Estação Ferroviária de Funcheira
A estação ferroviária de Funcheira é uma interface da Linha do Sul situada no concelho de Ourique, no distrito de Beja, em Portugal, notável por ter funcionado como ponto de junção das linha oriundas de Setúbal, do Algarve, e do eixo Évora-Beja.

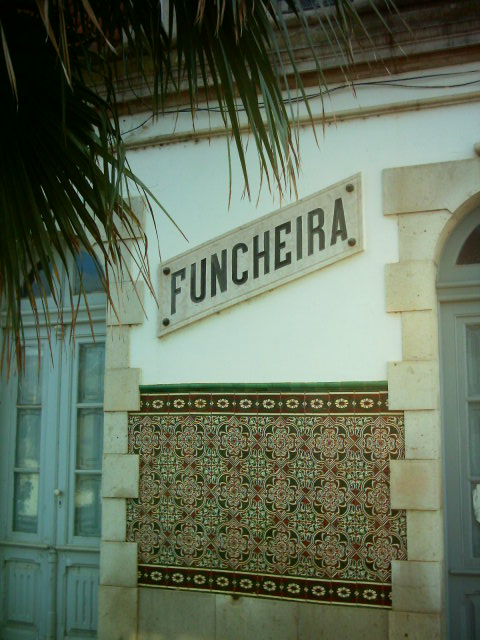
Pormenor da estação da Funcheira: azulejos polícromos e dístico em cantaria, em 2006.

## Descrição

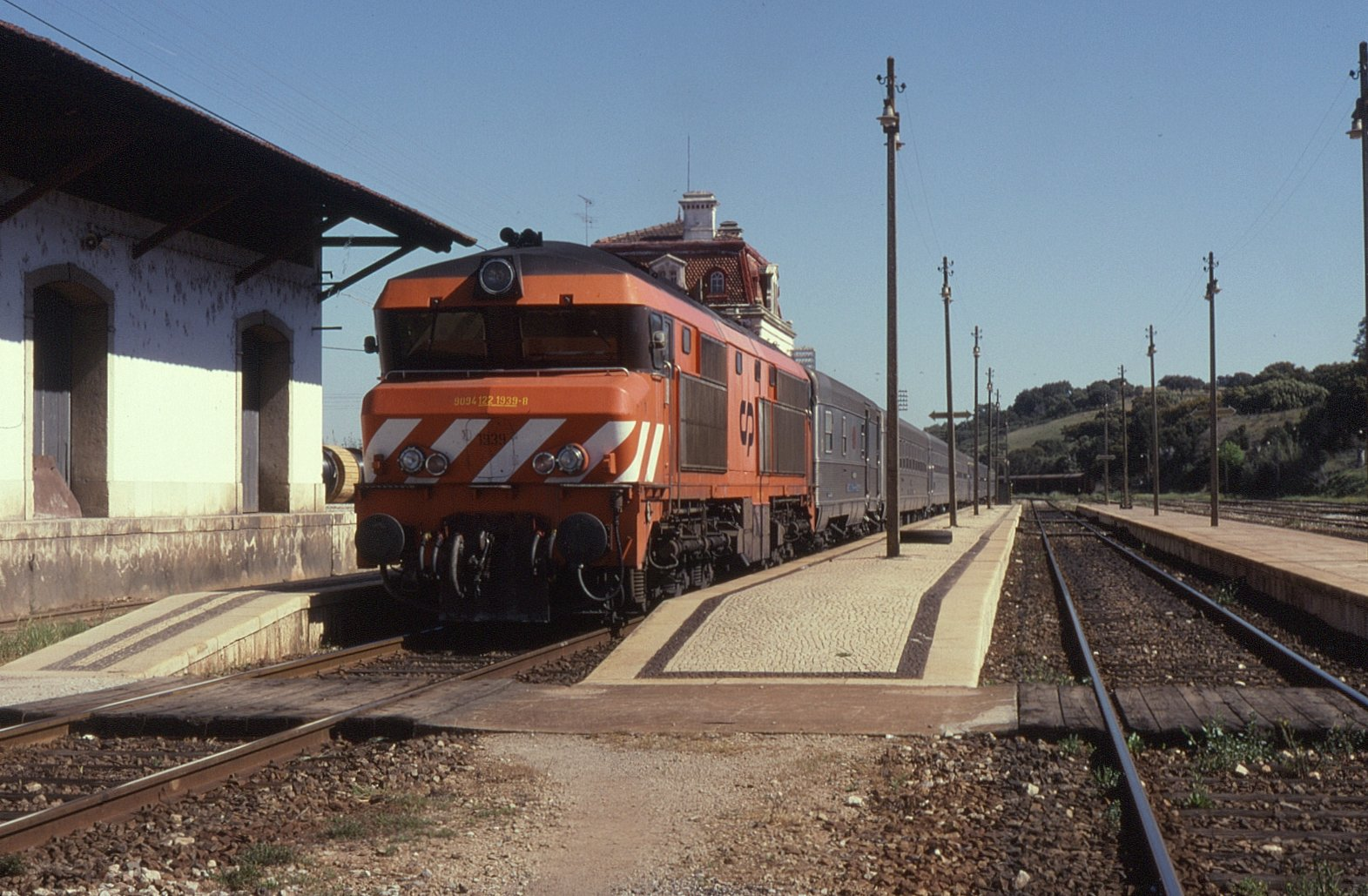
Comboio InterRegional e aspeto das plataformas na Funcheira, em 1999.

### Localização e acessos
Esta interface tem acesso pelo Largo da Estação Ferroviária, na localidade de Funcheira.

### Infraestrutura
Esta interface apresenta duas vias de circulação, eletrificadas em toda a sua extensão, identificadas como I, II, e III, com comprimentos de 551, 392, e 308 m, respetivamente, e acessíveis por plataforma com comprimentos de 196 e 212 m e com alturas de 400 e 685 mm; existem ainda duas vias secundárias, identificadas como IV e IX (sic), com comprimentos de 407 e 73 m, que não se encontram eletrificadas. Esta configuração apresenta-se assaz reduzida em comparação com a de décadas anteriores.
Nesta estação a Linha do Alentejo entronca na Linha do Sul no lado esquerdo do seu enfiamento descendente, bifurcando-se a via para nordeste e possibilitando percusos diretos Garvão-Casével e Garvão - Torre Vã, enquanto que o percurso direto Torre Vã - Casével se efetua via a Concordância da Funcheira, topologicamente oposta à estação homónima. Fruto desse entroncamento, esta estação é um ponto de câmbio nas características da via férrea e do seu uso:
| característica | conc.ª     | Sul desc.    | Sul desc.    | Sul asc. | Sul asc.     | Leste   | Leste       |
| -------------- | ---------- | ------------ | ------------ | -------- | ------------ | ------- | ----------- |
| contorno       | PT b (CPb) | Ermidas-Sado | PT b+ (CPb+) | Tunes    | PT b+ (CPb+) | Ourique | PT b (CPb)  |
| vel. máx.      | 50-90 km/h | Torre Vã     | 120-160 km/h | Tunes    | 120-160 km/h | Ourique | 90-120 km/h |

Nesta estação a quilometragem da Linha do Sul passa do PK 164+681 (fim do segmento 374, que se inicia em Pinheiro) para o PK 217+600 (início do segmento 375, que termina em Tunes), fruto das mudanças de designação e consistório das linhas do Sul/Sado e do Alentejo/Sul ao longo das suas histórias (q.v.).

#### Edifício principal
O edifício de passageiros situa-se do lado oés-noroeste da via (lado direito do sentido ascendente, para Tunes). Distingue-se pela arquitectura pouco comum na região, apresentando uma miscelânea de estilos entre o colonial e o revivalismo romântico, com traços neobarrocos. Entre os elementos mais destacados na estação estão as mansardas, que remetem para as influências francesas, e os painéis de azulejos.

### Serviços
Em dados de 2023, esta interface é servida por comboios de passageiros da C.P. de tipo intercidades com três circulações diárias em cada sentido entre Faro e Lisboa-Oriente, e uma única de tipo Alfa Pendular entre Faro e Porto-Campanhã, apenas neste sentido.

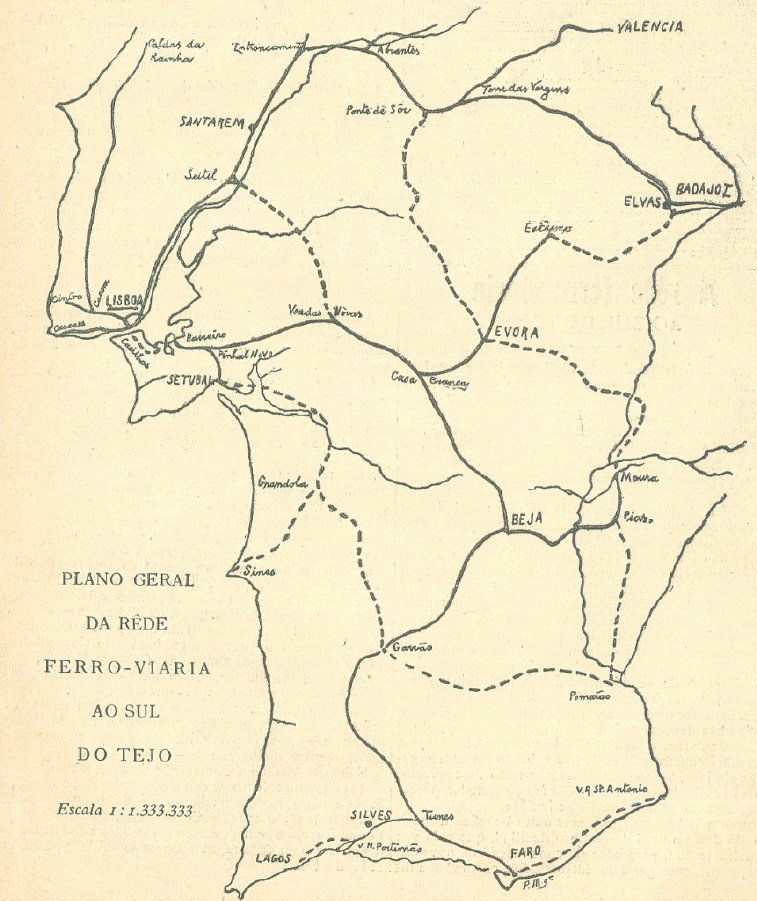
Mapa do Plano da Rede ao Sul do Tejo, decretado em 1902. Originalmente o entroncamento entre a Linha do Alentejo e a planeada Linha do Sado era em Garvão, de onde sairia igualmente uma linha até ao Pomarão.

## História

### Inauguração
A estação da Funcheira insere-se no lanço entre Amoreiras-Odemira e Casével, que foi aberto à exploração em 3 de Junho de 1888, e que nessa altura pertencia inteiramente ao Caminho de Ferro do Sul, também conhecido como Linha do Sul, que começava no Barreiro e passava por Beja. Porém, originalmente a estação não fazia parte deste lanço, tendo sido construída na década de 1910 para servir de entroncamento com a Linha do Vale do Sado, que estava nessa altura em obras. Esta linha tinha o seu princípio no Pinhal Novo, e foi construída para ser uma alternativa ao traçado já existente, que dava uma grande volta pelo interior do Alentejo para servir Beja, e desta forma reduzir o tempo de viagem dos comboios entre o Algarve e a Margem Sul do Tejo, que tinha ligação fluvial a Lisboa. Segundo a tradição popular, a estação da Funcheira terá sido construída devido à oposição dos proprietários locais em expandir a gare de Garvão, o que levaria a grandes expropriações. Desta forma, terá sido escolhido o sítio da Funcheira, a cerca de dois quilómetros a Norte da localidade de Garvão, cujo nome terá vindo da abundância da planta de funcho neste local, motivo pelo qual . Porém, este local revelou-se pouco apropriado para construir uma estação de entroncamento, devido ao seu relevo e à proximidade em relação à Ribeira de Garvão, que alagava durante o Inverno, tendo sido necessário fazer uma terraplanagem com cerca de 2,5 km.
A estação começou a ser construída em 1911, mas quando entrou ao serviço o tramo da Linha do Vale do Sado (atual Linha do Sul) até Alvalade, em 23 de Agosto de 1914, o ponto de bifurcação com a Linha do Sul (posterior Linha do Alentejo) foi estabelecido provisoriamente em Garvão, só tendo sido fixado de forma definitiva para a Funcheira em princípios de 1919. O novo troço foi construído pela operadora Caminhos de Ferro do Estado.

### Décadas de 1920 a 1940
Em 1927, os Caminhos de Ferro do Estado foram integrados na Companhia dos Caminhos de Ferro Portugueses, que começou a explorar as antigas linhas do estado em 11 de Maio daquele ano.
Devido ao acréscimo no movimento, a estação conheceu importantes obras de expansão durante as suas primeiras décadas. Em 1932, foi construído um dormitório para pessoal, com capacidade para 67 camas. Em 1933, a Comissão Administrativa do Fundo Especial de Caminhos de Ferro aprovou a instalação de uma secção de Via e Obras nesta estação. Também foram construídos edifícios para a Companhia dos Caminhos de Ferro Portugueses, e um posto de manutenção.

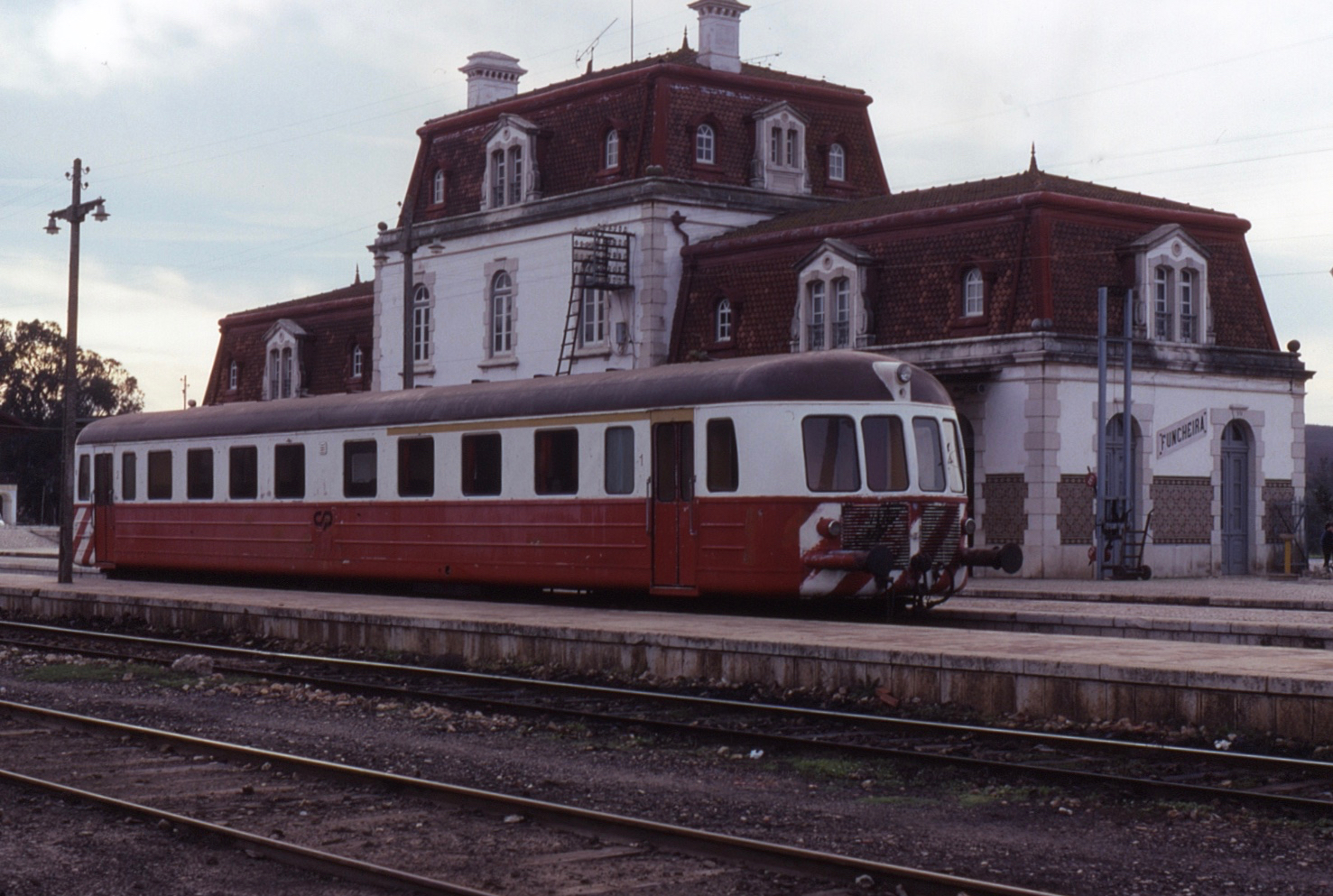
Automotora Nohab, em circulação regional nesta estação, em 1990.

Um diploma de 1940 autorizou um plano para instalar uma via para manobras nesta estação. Esta interface chegou a ser um importante complexo ferroviário, devido à sua posição como entroncamento entre as linhas do Alentejo e do Sul, sendo igualmente um posto de abastecimento para as locomotivas, e o local onde os comboios com destino e origem em Aljustrel faziam inversão de marcha. Como resultado desta concentração de operações, na Funcheira chegaram a trabalhar centenas de operários, que residiam com as suas famílias junto às estruturas ferroviárias, criando uma “aldeia-estação” — um aglomerado populacional centrado nos caminhos de ferro. De acordo com os censos, durante a década de 1940 a estação terá concentrado cerca de 180 a 210 trabalhadores. Nos caminhos de ferro não se empregavam só homens, sendo normalmente entregue às mulheres a posição de guardas-barreiras, perto e longe da estação. A presença de um grande número de pessoas atraiu a instalação de alguns estabelecimentos comerciais, como uma mercearia e um barbeiro, e de duas instituições associativas, o Clube Ferroviário da Funcheira e um rancho folclórico. A estação contava igualmente com um enfermeiro de serviço, que residia num dos pavilhões da gare.
Apesar de ter mantido desde o princípio um reduzido mas importante tráfego de passageiros, o principal movimento era de mercadorias, principalmente cereais e gado, sendo não só um ponto de transferência mas também de origem e destino de mercadorias. Para este sentido, a estação dispunha de um armazém, que era principalmente utilizado pelos lavradores e comerciantes de Ourique e de Odemira.

### Década de 1960
Em 1969, foi extinto o serviço das locomotivas a vapor na região Sul de Portugal, levando a uma grande redução na importância desta estação como um centro de manutenção.

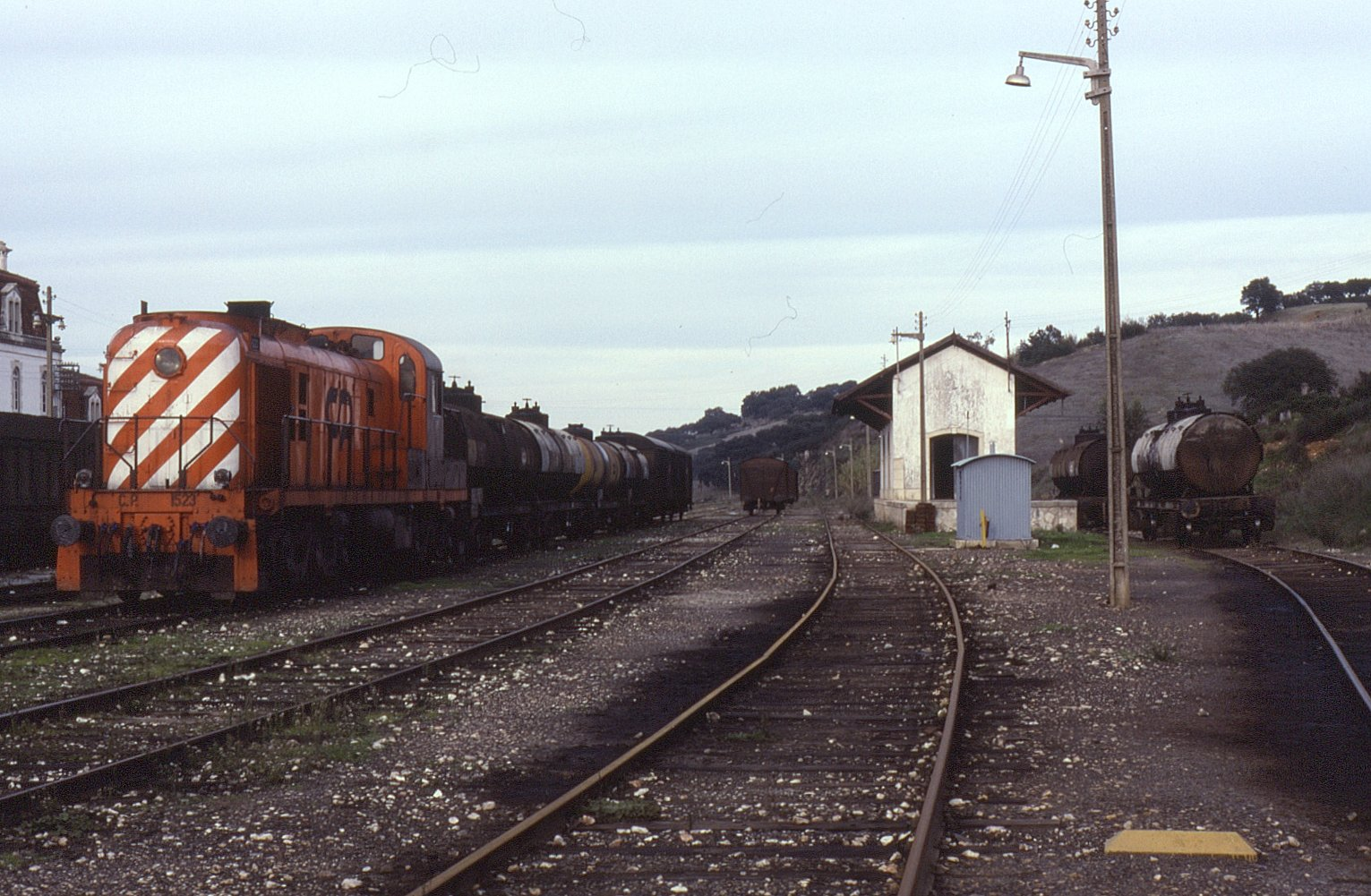
Comboio de mercadorias na estação, em 1990.

### Década de 1990
Em 1990, foi aberto o concurso para o programa SISSUL - Sistemas integrados de sinalização do Sul, que compreendia a instalação de sinalização electrónica em todas as estações e na plena via em vários troços, incluindo de Estação Ferroviária de Ermidas-Sado até ao Poceirão, estando previsto, em 1996, o seu prolongamento até à Funcheira. O Decreto-Lei 116/92, de 20 de Junho, reorganizou a rede ferroviária portuguesa, passando o antigo lanço da Linha do Sul entre a Funcheira e o Barreiro, via Vendas Novas e Pinhal Novo, a ser denominado de Linha do Alentejo, enquanto que a antiga Linha do Sado passou a ser denominada de Linha do Sul, em conjunto com o lanço da Funcheira a Tunes.
Em Outubro e Novembro de 1997, o concelho de Ourique foi atingido por chuvas torrenciais, provocando grandes estragos materiais e três mortos, dois em Garvão e um na Funcheira, e fazendo muitos desalojados, que ocuparam temporariamente os dormitórios da estação. Em 1998 entrou ao serviço uma via de concordância entre as linhas do Sul e do Alentejo, pelo que os comboios de minério com origem e destino em Neves-Corvo deixaram de fazer a manobra de inversão de marcha na Funcheira, reduzindo o pessoal necessário na estação, além que as tripulações dos comboios mineiros deixaram de passar a noite no dormitório.

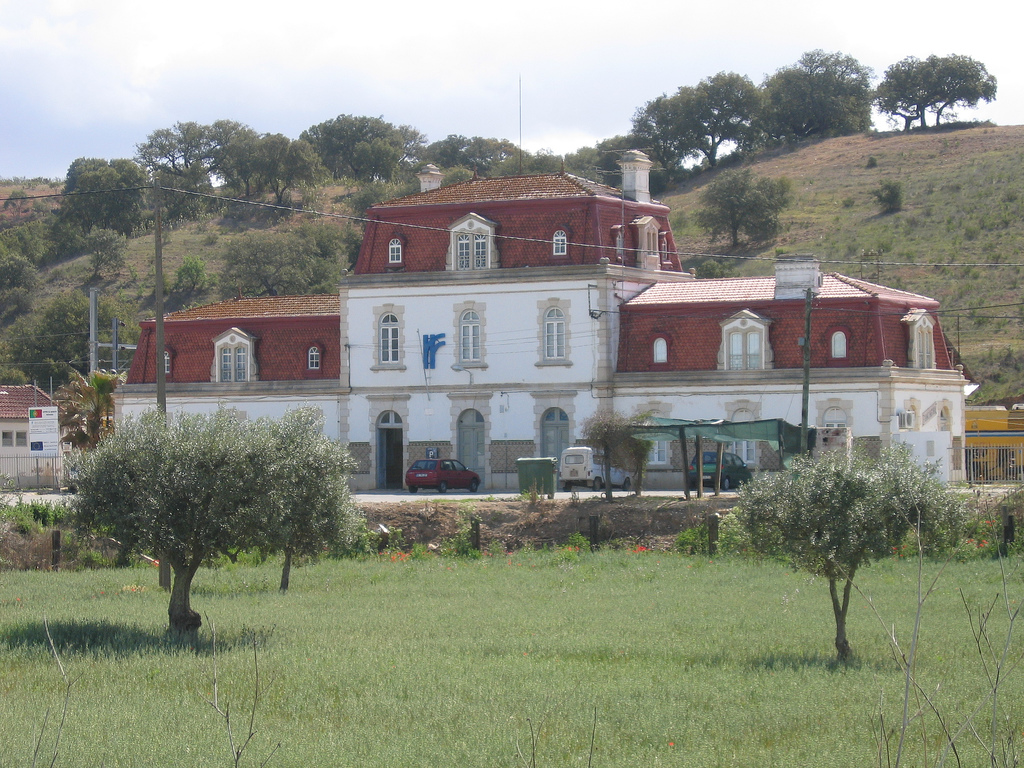
Gare da Funcheira, em 2006.

### Século XXI
Em 2000, a estação sofreu um incêndio, que levou à demolição de uma das casas dos Caminhos de Ferro Portugueses. Em 2004 foi modernizada a Linha do Sul, no âmbito do Campeonato Europeu de Futebol, incluindo a introdução de novos sistemas de telecomunicações e de sinalização, levando a uma extensa redução dos trabalhadores nesta estação, tal como em outras ao longo da linha. Em 2006 foi encerrado o edifício da estação, embora continuasse a ser servida pelos comboios Alfa Pendular e Intercidades. Na sequência do seu encerramento, a estação ficou quase totalmente ao abandono, entrando num profundo processo de decadência, com as coberturas em risco de ruir. Em 2011, o centenário da estação foi comemorado pelo grupo Amigos da Funcheira com a organização de uma exposição de fotografia, uma missa em honra da estação, e a apresentação do livro Funcheira: Tesouro Perdido dos Caminhos-de-Ferro.
Em janeiro de 2011, contava com três vias, que apresentavam 552, 399 e 326 m de comprimento; as três plataformas tinham 196, 212 e 69 m de extensão, tendo a primeira 25 cm de altura e as outras duas 70 cm — valores mais tarde alterados para os atuais.
Em 1 de Janeiro de 2012, foram encerrados os serviços de passageiros entre esta estação e Beja, tendo a empresa Comboios de Portugal justificado esta decisão devido à baixa procura, que não compensava os elevados custos operacionais da linha. Esta medida veio acentuar o processo de declínio da estação, uma vez que, com o final da ligação até Beja, perdeu grande parte do seu movimento de passageiros. Em 1 de Fevereiro de 2012, esta interface passou a ser servida, junto com as de Ermidas-Sado, Grândola e Santa Clara-Sabóia, pelos comboios Alfa Pendular, numa experiência da operadora Comboios de Portugal, que se previa ter uma duração de três meses; caso esta iniciativa fosse bem sucedida, estas alterações podiam ser tornadas definitivas.

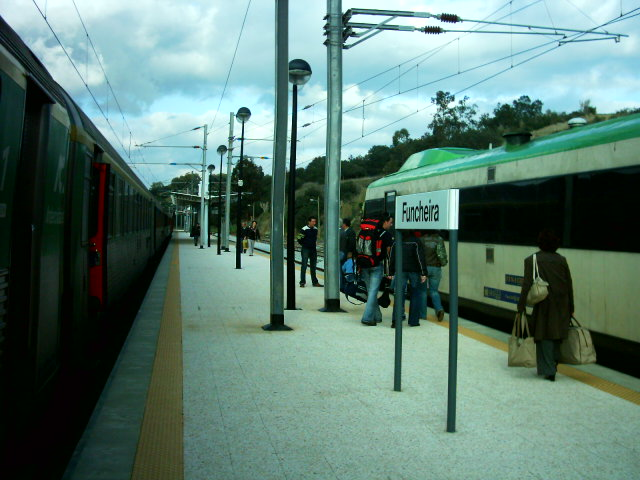
Passageiros em transbordo na Funcheira em 2006, entre a Linha do Sul (esq.) e a Linha do Alentejo (d.^{ta}).

Em 2016 a estação era servida apenas por sete circulações, três de Norte para Sul e quatro no sentido contrário, mas não dispunha de quaisquer funcionários. Uma das ocasiões de maior movimento na estação era o festival MEO Sudoeste, quando muitos milhares de jovens eram transportados de comboio até à Funcheira, e depois por autocarros até ao local do evento. Em Abril de 2017, a Câmara Municipal de Ourique e a divisão de Administração e Gestão Imobiliária da empresa Infraestruturas de Portugal assinaram um acordo para a gestão das instalações sanitárias na estação da Funcheira.

## Ver também

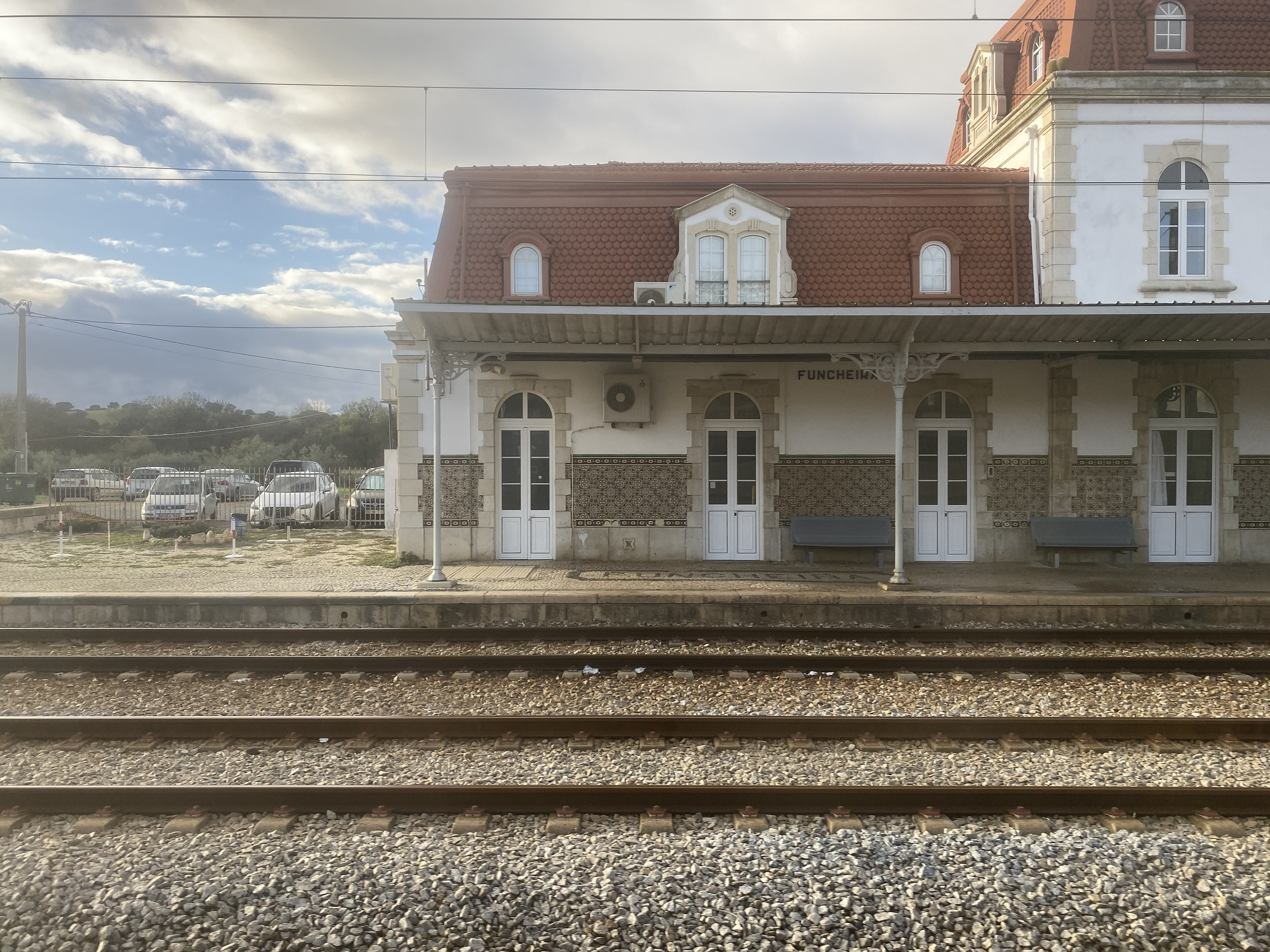
Aspeto da estação da Funcheira, em 2019.

## Leitura recomendada
- SILVA, Miguel de Góis (2011). Funcheira: Tesouro Perdido dos Caminhos-de-Ferro. Albufeira: (Edição do autor)